# テレヴィジョン (ドクター・ジョンのアルバム)
『テレヴィジョン』 (Television) は、アメリカ合衆国のミュージシャン、ドクター・ジョンが1994年に発表したスタジオ・アルバム。GRPレコード移籍第1弾アルバムとしてリリースされた。

## 背景
アンソニー・キーディス（レッド・ホット・チリ・ペッパーズ）が「シャット・ディ・フォンク・アップ」にゲスト参加した。「サンキュー (フォーレティン・ミー・ビー・マイス・エルフ・アゲイン)」はスライ&ザ・ファミリー・ストーンのシングル・ヒット曲のカヴァーで、「マネー (ザッツ・ホワット・アイ・ウォント)」は、バレット・ストロングやビートルズで知られる曲のカヴァー。「ユー・ライ・トゥー・マッチ」は、1983年に録音されたクリス・バーバーとの共演ライヴ・アルバム『On a Mardi Gras Day』（リリースは1990年）に収録されている曲を改題したもので、ジョニー・ウィンターもアルバム『レット・ミー・イン』（1991年）において、ドクター・ジョン本人をゲストに迎えて録音している。
ドクター・ジョン自身は『ロサンゼルス・タイムズ』紙のインタビューにおいて、本作に関して「長い間かけて初めて、自分のやりたい事を、自分のやりたい方法で録音できるようになった」「例えば"Television"のように、自分の心に訴えかけてくる曲を作れて、本当に幸せに感じたよ」と語っている。

## 評価
セールス的には成功に結び付かず、アメリカではBillboard 200入りも『ビルボード』のジャズ・アルバム・チャート入りも逃す結果となった。
ロン・ウィンはオールミュージックにおいて5点満点中2点を付け「彼のニューオーリンズ・ファンクの解釈は、相変わらず厚みがありユーモラスだ」「彼がアトランティックに残した歴史的セッションほど熱烈ではないが、ファンク色を取り除いてしまいがちなレコード会社にファンクを持ち込めるのは、ドクター・ジョンだけだ」と評している。また、ポール・エヴァンスは『ローリング・ストーン』誌において5点満点中4点を付け「『テレヴィジョン』において、彼はプロフェッサー・ロングヘアのウィットに富んだピアノの後継者であることを再び証明した」と評している。

## 収録曲
特記なき楽曲はマック・レベナック（ドクター・ジョン）作。9.はインターナショナル盤ボーナス・トラック。
1. テレヴィジョン - "Television" - 4:37
2. リッスン - "Lissen" - 4:29
3. リンボー - "Limbo" - 4:31
4. ウィッチー・レッド - "Witchy Red" - 4:16
5. シャドウズ - "Shadows" (Mac Rebennack, Doc Pomus) - 4:06
6. シャット・ディ・フォンク・アップ - "Shut D Fonk Up" (M. Rebennack, Anthony Kiedis) - 5:13
7. サンキュー (フォーレティン・ミー・ビー・マイス・エルフ・アゲイン) - "Thank You (Falletin Me Be Mice Elf Again)" (Sylvester Stewart) - 4:06
8. スペースシップ・リレーションシップ - "Spaceship Relation" - 4:06
9. ホールド・イット - "Hold It" - 3:55
10. マネー (ザッツ・ホワット・アイ・ウォント) - "Money (That's What I Want)" (Berry Gordy, Janie Bradford) - 3:26
11. ユー・ライ・トゥー・マッチ - "U Lie 2 Much" - 4:32
12. セイム・デイ・サーヴィス - "Same Day Service" - 5:02

## 参加ミュージシャン
- ドクター・ジョン - ボーカル、ピアノ、ハモンドオルガン、キーボード、タンブリン
- アンソニー・キーディス - ボーカル(on #6)
- ヒュー・マクラッケン - ギター(on #1, #2, #3, #4, #6, #7, #8, #9, #10, #11, #12)、ハーモニカ(on #4)、マンドリン(on #5)、タンブリン(on #10)
- ゲオルグ・ワデニウス - ギター(on #1, #2, #3, #6, #7, #8, #9, #10, #12)
- デヴィッド・バラード - ベース(on #1, #2, #3, #4, #5, #6, #8, #9, #11, #12)、バックグラウンド・ボーカル(on #3, #5, #7, #9, #10, #12)
- ジェイムス・ジナス - ベース(on #7, #10)
- Fred Staehle - ドラムス(on #1, #2, #3, #4, #5, #6, #8, #9, #11, #12)
- ソニー・エモリー - ドラムス(on #7, #10)
- エロール・ベネット - パーカッション(on #1, #2, #5, #6, #7, #8, #10)、コンガ(on #3, #4)
- アルヴィン・タイラー - テナー・サクソフォーン(on #1, #2, #3, #6, #7, #8, #9, #10, #11, #12)
- ロニー・キューバー - バリトン・サクソフォーン(on #1, #2, #3, #6, #7, #8, #9, #10, #11, #12)、テナー・サクソフォーン(#3, #7, #8, #10, #12)
- デヴィッド・ファットヘッド・ニューマン - サクソフォーン・ソロ(on #2, #10, #11)、フルート(on #4)
- チャールズ・ミラー - トランペット(on #1, #2, #3, #6, #7, #8, #9, #10, #11, #12)、ホイッスル(on #4)
- ランディ・ブレッカー - トランペット(on #1, #2, #8, #10)
- バーチ・ジョンソン - トロンボーン(on #1, #2, #8, #10)
- ラニ・グローヴス - バックグラウンド・ボーカル(on #1, #3, #5, #7, #8, #9, #10, #12)
- レイチェル・カペリ - バックグラウンド・ボーカル(on #1, #7, #8, #10)
- Katrice Barnes - バックグラウンド・ボーカル(on #1, #7, #8, #10)
- ディーヴァ・グレイ - バックグラウンド・ボーカル(on #1, #7, #8, #10)
- ヴァニース・トーマス - バックグラウンド・ボーカル(on #3, #5, #9, #12)
- カーティス・キング - バックグラウンド・ボーカル(on #3, #5, #9, #12)